# Северный (Новопокровский район)
Северный — посёлок в Новопокровском районе Краснодарского края.
Входит в состав Кубанского сельского поселения.

## Население
| 2002 | 2010 |
| ---- | ---- |
| 212  | ↘173 |